# Philodromus spinitarsis
Philodromus spinitarsis este o specie de păianjeni din genul Philodromus, familia Philodromidae, descrisă de Simon, 1895. Conform Catalogue of Life specia Philodromus spinitarsis nu are subspecii cunoscute.